# Центр розвитку креативних індустрій
Центр розвитку креативних індустрій (пол. Centrum Rozwoju Przemysłów Kreatywnych, скор. CRPK) – державна культурна установа, заснована у 2022 році на підставі наказу Міністра культури та національної спадщини. Основною метою діяльності Центру є підтримка, розвиток та інтеграція секторів креативних індустрій у Польщі. Установа спрямована на зміцнення взаємодії між представниками творчого сектору, а також на формування сприятливих умов для інноваційного та культурного розвитку.

## Напрямки роботи
- Побудова ефективної системи державної підтримки, спрямованої на польські креативні індустрії.
- Створення умов, що сприяють використанню потенціалу співпраці між окремими креативними індустріями та співпраці між польськими креативними індустріями та іншими секторами.
- Сприяння розумінню важливості потенціалу креативних індустрій для соціально-економічного розвитку, культури та спадщини Польщі.
- Підтримка польських креативних індустрій в умовах зростаючої міжнародної конкуренції та надлишку пропозиції культурних товарів і послуг.[1]

## Історія
31 травня 2022 року було створено Центр розвитку креативних індустрій. 9 червня 2022 року перша зустріч MeetUP на Мінській, 65.
8 липня цього ж року Урочисте відкриття Центру розвитку креативних індустрій.
З 8 по 10 липня відбувся Гейм-джем «Об'єднані з Україною» - найбільший захід для розробників ігор у Польщі з початку пандемії.
З 2 по 5 вересня 2022 року відбулася поїздка до PAX West Seattle.
8 жовтня вручення Центрально- та Східноєвропейської ігрової премії 2022 року. Її мета — відзначити найкращі ігри, створені та випущені цього року місцевими студіями. 9-11 листопада – Фінал Copernicus 550, ігровий джем та концертДводенний марафон розробки ігор, зустрічі з експертами, унікальний концерт та багатий призовий фонд.
22 лютого 2023 року було запущено «Програму підтримки відеоігор», адресовану індустрії GameDev. Існує пул субсидій для розробників ігор на суму до 5 мільйонів злотих.
22 лютого 2023 року розпочався набір заявок на участь у грантовій програмі «Розвиток креативних секторів», адресованій організаціям, що працюють у сфері креативних індустрій.